# Danh sách vườn quốc gia tại Ấn Độ

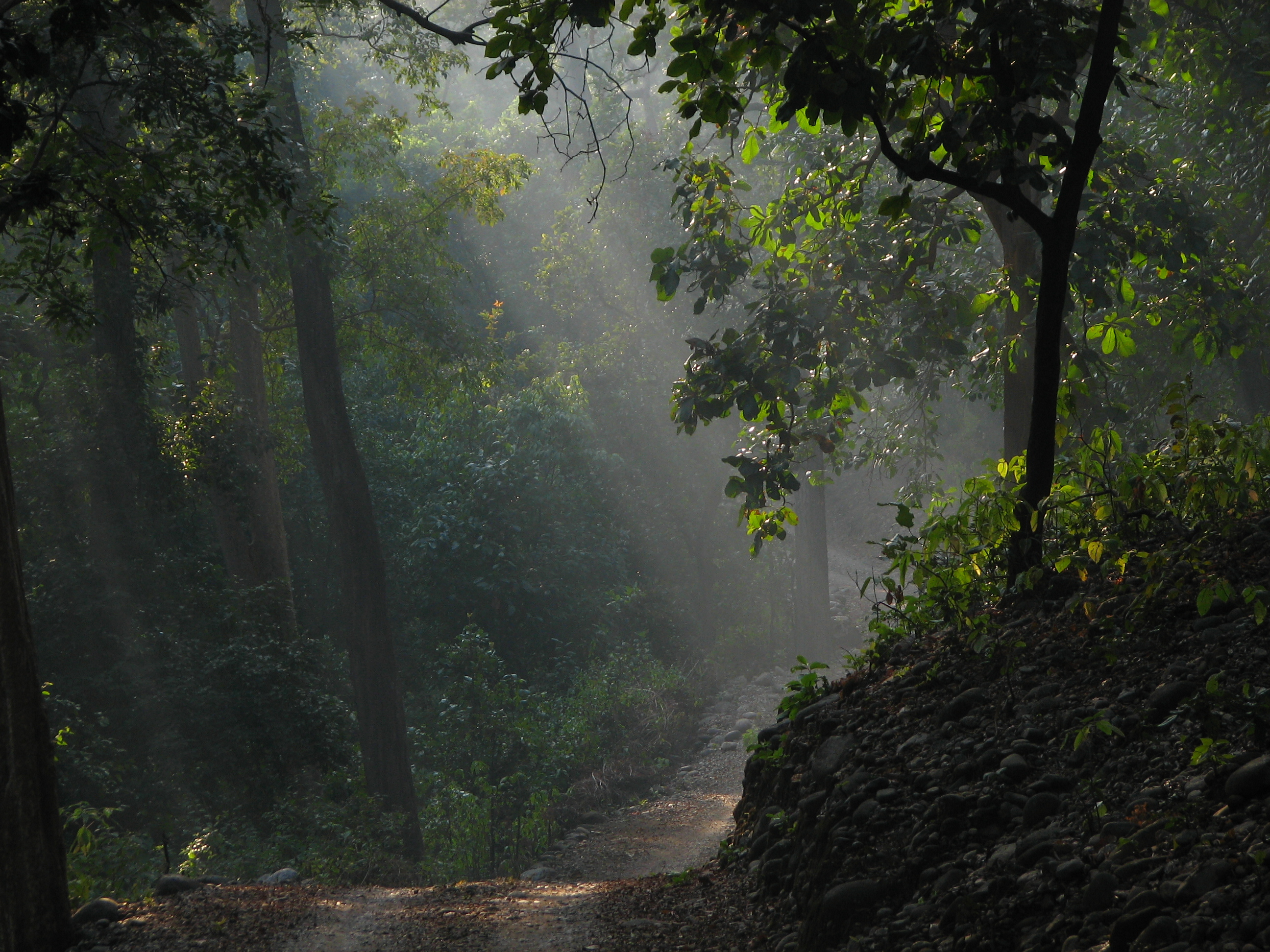
Vườn quốc gia Jim Corbett, vườn quốc gia đầu tiên tại Ấn Độ.

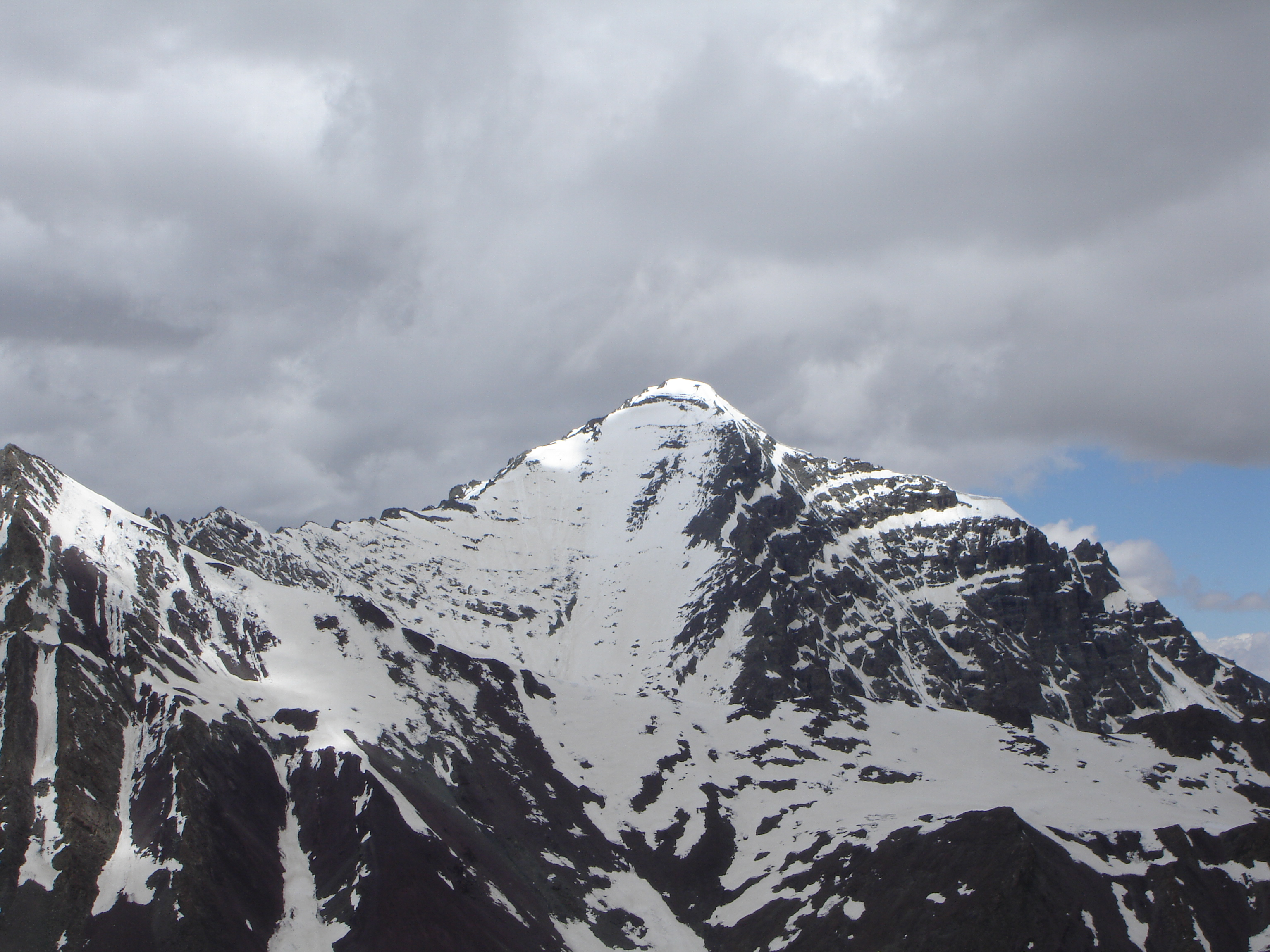
Vườn quốc gia Hemis, vườn quốc gia lớn nhất tại Ấn Độ.

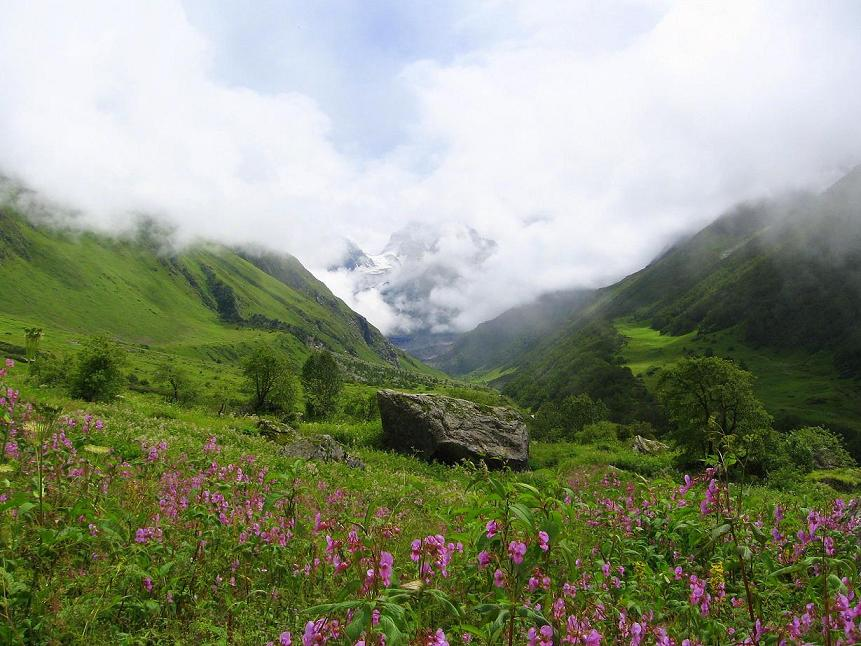
Vườn quốc gia thung lũng các loài hoa.

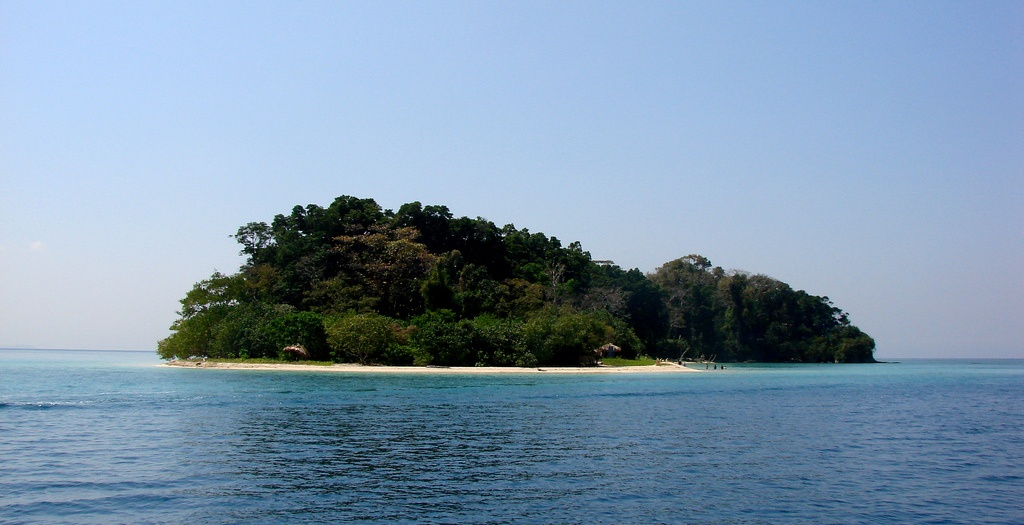
Vườn quốc gia biển Mahatma Gandhi.

Vườn quốc gia tại Ấn Độ là khu bảo tồn loại II của IUCN. Vườn quốc gia đầu tiên của Ấn Độ được thành lập vào năm 1936 là Vườn Quốc gia Hailey, bây giờ được gọi là Vườn quốc gia Jim Corbett. Năm 1970, Ấn Độ chỉ có 5 vườn quốc gia. Năm 1972, Ấn Độ đã ban hành Đạo luật Bảo vệ động vật hoang dã và Dự án Hổ để bảo vệ môi trường sống của các loài. Pháp luật liên bang tiếp tục là công cụ pháp lý để tăng cường bảo vệ động vật hoang dã đã được ban hành trong những năm 1980. Tính đến tháng 4 năm 2012, có 102 vườn quốc gia tại Ấn Độ. Tất cả các vùng đất của các vườn quốc gia bao trùm diện tích 39.919 km ² (15,413 dặm vuông), chiếm 1,21% tổng diện tích bề mặt của Ấn Độ.
Tổng cộng có 166 vườn quốc gia đã được ủy quyền. Hiện chính phủ đang có kế hoạch thành lập các vườn quốc gia dự kiến còn lại. Tất cả các vườn quốc gia của Ấn Độ được liệt kê dưới đây cùng với bang hoặc vùng lãnh thổ, khu vực và năm được thành lập.

## Danh sách
Đây là một danh sách sắp xếp những vườn quốc gia lớn tại Ấn Độ.
| Số thứ tự | Tên                                                          | Bang                        | Thành lập | Tổng diện tích (in km²) |
| --------- | ------------------------------------------------------------ | --------------------------- | --------- | ----------------------- |
| 1         | Vườn quốc gia Anshi                                          | Karnataka                   | 1987      | 250                     |
| 2         | Vườn quốc gia Balphakram                                     | Meghalaya                   | 1986      | 220                     |
| 3         | Vườn quốc gia Bandhavgarh                                    | Madhya Pradesh              | 1982      | 448,85                  |
| 4         | Vườn quốc gia Bandipur                                       | Karnataka                   | 1974      | 874,20                  |
| 5         | Vườn quốc gia Bannerghatta                                   | Karnataka                   | 1974      | 106,27                  |
| 6         | Vườn quốc gia Vansda                                         | Gujarat                     | 1979      | 23,99                   |
| 7         | Vườn quốc gia Betla                                          | Jharkhand                   | 1986      | 231,67                  |
| 8         | Vườn quốc gia Bhitarkanika                                   | Odisha                      | 1988      | 145                     |
| 9         | Vườn quốc gia Blackbuck, Velavadar                           | Gujarat                     | 1976      | 34,08                   |
| 10        | Khu bảo tồn hổ Buxa                                          | Tây Bengal                  | 1992      | 117,10                  |
| 11        | Vườn quốc gia Vịnh Campbell                                  | Quần đảo Andaman và Nicobar | 1992      | 426,23                  |
| 12        | Vườn quốc gia Chandoli                                       | Maharashtra                 | 2004      | 317,67                  |
| 13        | Vườn quốc gia Jim Corbett                                    | Uttarakhand                 | 1936      | 1.318,5                 |
| 14        | Vườn quốc gia Dachigam                                       | Jammu and Kashmir           | 1981      | 141                     |
| 15        | Vườn quốc gia Darrah                                         | Rajasthan                   | 2004      | 250                     |
| 16        | Vườn quốc gia Desert                                         | Rajasthan                   | 1980      | 3.162                   |
| 17        | Vườn quốc gia Dibru-Saikhowa                                 | Assam                       | 1999      | 340                     |
| 18        | Vườn quốc gia Dudhwa                                         | Uttar Pradesh               | 1977      | 490,29                  |
| 19        | Vườn quốc gia Eravikulam                                     | Kerala                      | 1978      | 97                      |
| 20        | Vườn quốc gia Hóa thạch Thực vật Mandla                      | Madhya Pradesh              | 1983      | 0,27                    |
| 21        | Vườn quốc gia Galathea                                       | Quần đảo Andaman và Nicobar | 1992      | 110                     |
| 22        | Vườn quốc gia Gangotri                                       | Uttarakhand                 | 1989      | 1.552,73                |
| 23        | Vườn quốc gia Rừng Gir                                       | Gujarat                     | 1965      | 258,71                  |
| 24        | Vườn quốc gia Gorumara                                       | Tây Bengal                  | 1994      | 79,45                   |
| 25        | Khu bảo tồn động vật hoang dã Govind Pashu Vihar             | Uttarakhand                 | 1990      | 472,08                  |
| 26        | Vườn quốc gia Great Himalaya                                 | Himachal Pradesh            | 1984      | 754,40                  |
| 27        | Vườn quốc gia Gugamal                                        | Maharashtra                 | 1987      | 361,28                  |
| 28        | Vườn quốc gia Guindyk                                        | Tamil Nadu                  | 1976      | 2,82                    |
| 29        | Vườn quốc gia biển Vịnh Kutch                                | Gujarat                     | 1980      | 162,89                  |
| 30        | Vườn quốc gia biển Vịnh Mannar                               | Tamil Nadu                  | 1980      | 6,23                    |
| 31        | Vườn quốc gia Hemis                                          | Jammu và Kashmir            | 1981      | 4.400                   |
| 32        | Vùng đất ngập nước Harike                                    | Punjab                      | 1987      | 86                      |
| 33        | Vườn quốc gia Hazaribagh                                     | Jharkhand                   | 1954      | 183,89                  |
| 34        | Vườn quốc gia và Khu bảo tồn động vật hoang dã Indira Gandhi | Tamil Nadu                  | 1989      | 117,10                  |
| 35        | Vườn quốc gia Indravati                                      | Chhattisgarh                | 1981      | 1.258,37                |
| 36        | Vườn quốc gia Jaldapara                                      | West Bengal                 | 2012      | 216                     |
| 36        | Vườn quốc gia Ntangki                                        | Nagaland                    | 1993      | 202,02                  |
| 37        | Vườn quốc gia Kalesar                                        | Haryana                     | 2003      | 100,88                  |
| 38        | Vườn quốc gia Kanha                                          | Madhya Pradesh              | 1955      | 940                     |
| 39        | Vườn quốc gia Kanger Ghati                                   | Chhattisgarh                | 1982      | 200                     |
| 40        | Vườn quốc gia Kasu Brahmananda Reddy                         | Andhra Pradesh              | 1994      | 1,42                    |
| 41        | Vườn quốc gia Kaziranga                                      | Assam                       | 1905      | 471,71                  |
| 42        | Vườn quốc gia Keibul Lamjao                                  | Manipur                     | 1977      | 40                      |
| 43        | Vườn quốc gia Keoladeo                                       | Rajasthan                   | 1981      | 28,73                   |
| 44        | Vườn quốc gia Khangchendzonga                                | Sikkim                      | 1977      | 1.784                   |
| 45        | Vườn quốc gia Kishtwar                                       | Jammu and Kashmir           | 1981      | 400                     |
| 46        | Vườn quốc gia Kudremukh                                      | Karnataka                   | 1987      | 600,32                  |
| 47        | Vườn quốc gia Madhav                                         | Madhya Pradesh              | 1959      | 375,22                  |
| 48        | Vườn quốc gia biển Mahatma Gandhi                            | Quần đảo Andaman và Nicobar | 1983      | 281,50                  |
| 49        | Vườn quốc gia Mahavir Harina Vanasthali                      | Andhra Pradesh              | 1994      | 14,59                   |
| 50        | Vườn quốc gia Manas                                          | Assam                       | 1990      | 500                     |
| 51        | Vườn quốc gia Mathikettan Shola                              | Kerala                      | 2003      | 12,82                   |
| 52        | Vườn quốc gia đảo Middle Button                              | Quần đảo Andaman và Nicobar | 1987      | 0,64                    |
| 53        | Vườn quốc gia Mollem                                         | Goa                         | 1978      | 107                     |
| 54        | Vườn quốc gia Mouling                                        | Arunachal Pradesh           | 1986      | 483                     |
| 55        | Khu bảo tồn động vật hoang dã Núi Abu                        | Rajasthan                   | 1960      | 288,84                  |
| 56        | Vườn quốc gia Núi Harriet                                    | Quần đảo Andaman và Nicobar |           | 46,62                   |
| 57        | Vườn quốc gia Mrugavani                                      | Andhra Pradesh              |           | 3,5                     |
| 58        | Vườn quốc gia Mudumalai                                      | Tamil Nadu                  | 1940      | 321,55                  |
| 59        | Vườn quốc gia Mukurthi                                       | Tamil Nadu                  | 2001      | 78,46                   |
| 60        | Vườn quốc gia Murlen                                         | Mizoram                     |           | 200                     |
| 61        | Vườn quốc gia Namdapha                                       | Arunachal Pradesh           | 1974      | 1.985,24                |
| 62        | Vườn quốc gia Nameri                                         | Assam                       | 1978      | 137,07                  |
| 63        | Vườn quốc gia Nanda Devi                                     | Uttarakhand                 | 1982      | 630,33                  |
| 64        | Vườn quốc gia Nandankanan (chưa được kiểm chứng)             | Odisha                      |           |                         |
| 65        | Navegaon National Park                                       | Maharashtra                 |           | 133,88                  |
| 66        | Vườn quốc gia Thung lũng Neora                               | Tây Bengal                  | 1986      | 88                      |
| 67        | Vườn quốc gia Nokrek                                         | Meghalaya                   |           | 47,48                   |
| 68        | Vườn quốc gia đảo Bắc Button                                 | Quần đảo Andaman và Nicobar | 1979      | 144                     |
| 69        | Vườn quốc gia Orang                                          | Assam                       | 1999      | 78,81                   |
| 70        | Vườn quốc gia Palani Hills                                   | Tamil Nadu                  |           | 736,87                  |
| 71        | Vườn quốc gia Panna                                          | Madhya Pradesh              | 1981      | 542,67                  |
| 72        | Vườn quốc gia Pench                                          | Madhya Pradesh              | 1977      | 758                     |
| 73        | Vườn quốc gia Periyar                                        | Kerala                      | 1982      | 305                     |
| 74        | Vườn quốc gia Núi Phawngpui Blue                             | Mizoram                     | 1992      | 50                      |
| 75        | Vườn quốc gia Thung lũng Pin                                 | Himachal Pradesh            | 1987      | 807,36                  |
| 76        | Vườn quốc gia Rajaji                                         | Uttarakhand                 | 1983      | 820                     |
| 77        | Vườn quốc gia Nagarhole                                      | Karnataka                   | 1988      | 643,39                  |
| 78        | Vườn quốc gia biển Rani Jhansi                               | Quần đảo Andaman và Nicobar | 1996      | 256,14                  |
| 79        | Vườn quốc gia Ranthambore                                    | Rajasthan                   | 1981      | 392                     |
| 80        | Vườn quốc gia đỉnh Saddle                                    | Quần đảo Andaman và Nicobar |           | 32,55                   |
| 81        | Vườn quốc gia Salim Ali                                      | Jammu và Kashmir            |           | 9,07                    |
| 82        | Vườn quốc gia Sanjay²                                        | Madhya Pradesh              | 1981      | 466,7                   |
| 84        | Vườn quốc gia Sanjay Gandhi                                  | Maharashtra                 | 1969      | 104                     |
| 85        | Khu bảo tồn hổ Sariska                                       | Rajasthan                   | 1955      | 866                     |
| 86        | Vườn quốc gia Satpura                                        | Madhya Pradesh              | 1981      | 524                     |
| 87        | Vườn quốc gia Thung lũng Silent                              | Kerala                      | 1980      | 237                     |
| 88        | Vườn quốc gia Sirohi                                         | Manipur                     | 1982      | 41,30                   |
| 89        | Vườn quốc gia Simlipal                                       | Odisha                      | 1980      | 845,70                  |
| 90        | Vườn quốc gia Singalila                                      | Tây Bengal                  | 1986      | 78,60                   |
| 91        | Vườn quốc gia đảo Nam Button                                 | Quần đảo Andaman và Nicobar |           | 5                       |
| 92        | Vườn quốc gia Sri Venkateswara                               | Andhra Pradesh              | 1989      | 353                     |
| 93        | Vườn quốc gia Sultanpur                                      | Delhi                       | 1989      | 1,43                    |
| 94        | Vườn quốc gia Sundarbans                                     | Tây Bengal                  | 1984      | 1.330,12                |
| 95        | Vườn quốc gia Tadoba                                         | Maharashtra                 | 1955      | 625                     |
| 96        | Vườn quốc gia thung lũng các loài hoa                        | Uttarakhand                 | 1982      | 87,50                   |
| 97        | Vườn quốc gia Valmiki                                        | Bihar                       |           | 461,6                   |
| 98        | Vườn quốc gia Van Vihar                                      | Madhya Pradesh              | 1983      | 4,45                    |

Một số vườn quốc gia mới đã được Chính phủ các bang ở Ấn Độ đề xuất, và đang chờ sự chấp thuận, sau đó các vườn quốc gia sẽ được thành lập và phân ranh giới. Vườn quốc gia quan trọng đã được đưa vào bao gồm:
- Vườn quốc gia Qazinag
- Vườn quốc gia Dharmendra